# 國際光之年
2015國際光之年（International Year of Light and Light-based Technologies, 2015，簡稱IYL 2015）是聯合國主辦的活動，聯合國教科文組織將2015年定為「國際光之年」，目的在提昇大眾對光學科學、其應用，以及對人類重要性的認識。2015國際光之年的開幕式在2015年1月19-20日於巴黎舉行。

## 歷史
國際光之年是「聯合國為了讓大家知道光學技術促進可持續發展，以及在能源、教育、農業、通訊及健康上的挑戰提供方案而提出的全球性倡议。」。
來自迦納及墨西哥的聯合國教科文組織代表向执行委員會簡犮此提議，說明國際光之年的動機及使命，最後28個聯合國教科文組織執委會成員共同簽署，通過此一提議。2015國際光之年的提議由迦納、墨西哥及俄羅斯（執委會成員）及紐西蘭（聯合國教科文組織成員）在2012年10月13至18日在巴黎舉行的190次會議中提出。
英國安德魯王子是國際光之年的贊助人之一。

## 活動

### 海什木相關活動
國際光之年在2015年的1月19日在聯合國教科文組織的總部巴黎開始，同時也是《1001 Inventions and the World of Ibn Al-Haytham》影片的首映，其中有提到10世紀阿拉伯學者海什木在光學、數學及天文學上的貢獻，以及其在現代科学方法奠基上的貢獻，利用動態展示、工作坊等方式展示，是由《改变世界的1001项发明》機構所提出。

### 科學紀念年
2015國際光之年也紀念以下主要的科學事件：
- 1015年：海什木的光學書（英语：Book of Optics）
- 1815年：奥古斯丁·菲涅耳提出光是波動的概念
- 1865年：麦克斯韦提出《電磁場的動力學理論》
- 1915年：愛因斯坦在1905年的光電效應，及其透過廣義相對論和宇宙學之間的關係
- 1965年：罗伯特·威尔逊及阿諾·彭齊亞斯發現的宇宙微波背景辐射，及高錕在光纖通訊上的成就。

## 延伸閱讀
- Ahmed Khan, Sameen （页面存档备份，存于）, "Medieval Arab Understanding of the Rainbow Formation", Europhysics News, Vol. 37, Issue 3, pp. 10 (May/June 2006).
- Ahmed Khan, Sameen （页面存档备份，存于）, "Arab Origins of the Discovery of the Refraction of Light; Roshdi Hifni Rashed Awarded the 2007 King Faisal International Prize" （页面存档备份，存于）, Optics & Photonics News (OPN), Vol. 18, No. 10, pp. 22–23 (October 2007).
- "EPS President John Dudley explains the International Year of Light and Light-based Technologies" （页面存档备份，存于）, SPIE.TV video interview, February 2014.
- "International Year of Light -- Sustainability, Development, Education, History, Youth" （页面存档备份，存于） - SPIE IYL page

## 外部連結
- International Year of Light (official website)
- International Year of Light — Astronoo （页面存档备份，存于）
- 2015 XPHOTON OPEN INNOVATION CHALLENGE （页面存档备份，存于）